# Реуцкий, Дмитрий Васильевич
Дмитрий Васильевич Реуцкий (бел. Дзмітрый Васільевіч Равуцкі) — белорусский военный и государственный деятель, заместитель председателя Комитета государственной безопасности Республики Беларусь (с июля 2020 года).

## Биография
Работал начальником главного управления экономической безопасности Комитета государственной безопасности Республики Беларусь.
С 30 июня 2018 года по 20 июля 2020 года работал начальником управления КГБ по Минску и Минской области.
18 июня 2020 года присвоено воинское звание генерал-майора.
20 июля 2020 года назначен заместителем Председателя Комитета государственной безопасности Республики Беларусь.
2 октября 2020 года Реуцкий был включён в список белорусских государственных и официальных лиц, в отношении которых ЕС ввёл санкции. Совет Европейского Союза признал Реуцкого ответственным как заместителя председателя Комитета государственной безопасности за участие КГБ в кампании репрессий и запугивания после президентских выборов 2020 года, в частности за произвольные аресты и жестокое обращение, включая пытки, с мирными демонстрантами и членами оппозиции. Кроме того, на него распространены санкции Великобритании, Канады, Швейцарии. 20 ноября к октябрьскому пакету санкций ЕС присоединились Албания, Исландия, Лихтенштейн, Норвегия, Северная Македония, Черногория и Украина.

## Награды
- орден «За службу Родине» III степени (2016)[12].